# 吉尔·埃阿尼什

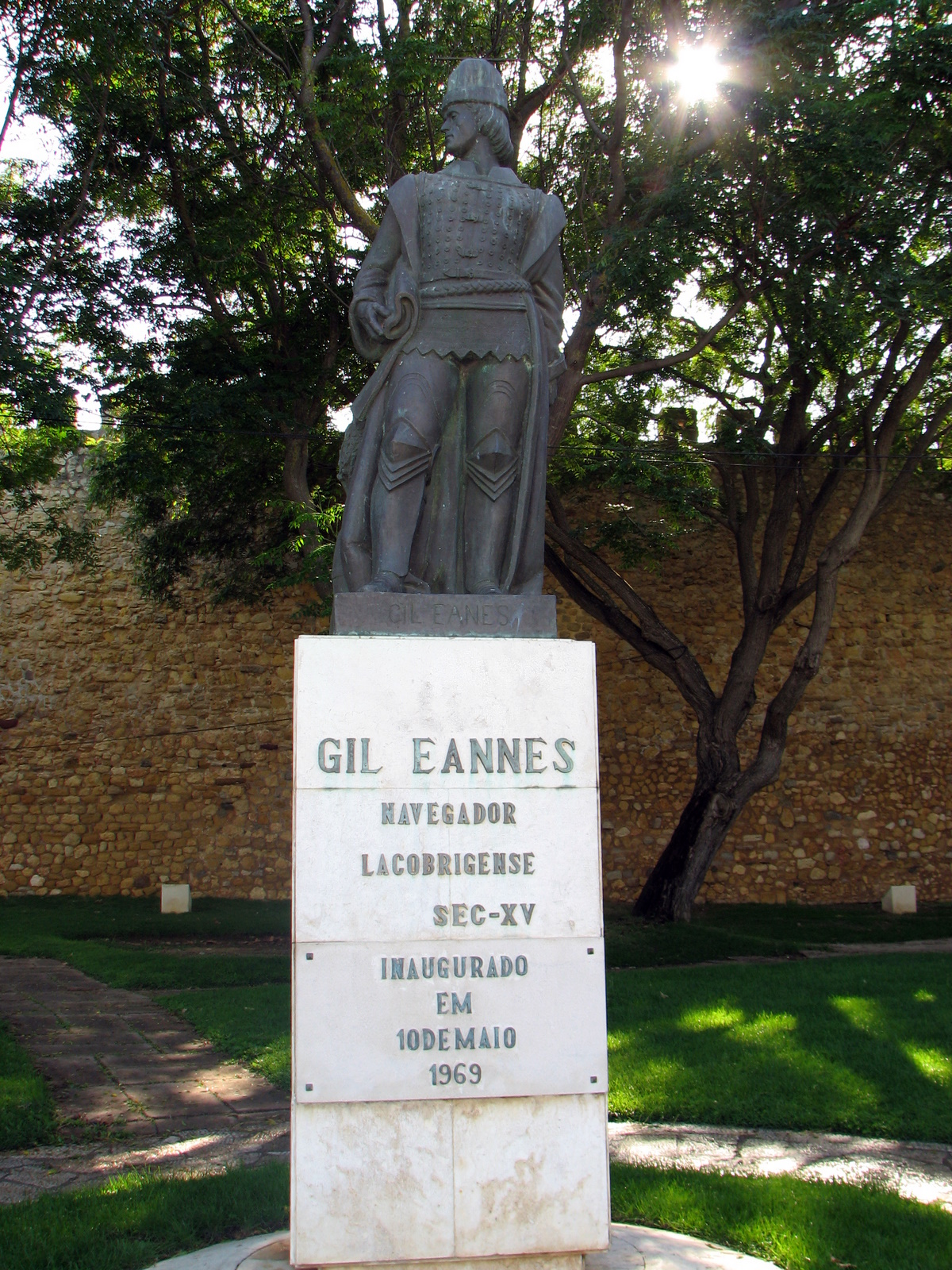
位于葡萄牙拉古什的埃阿尼什雕像

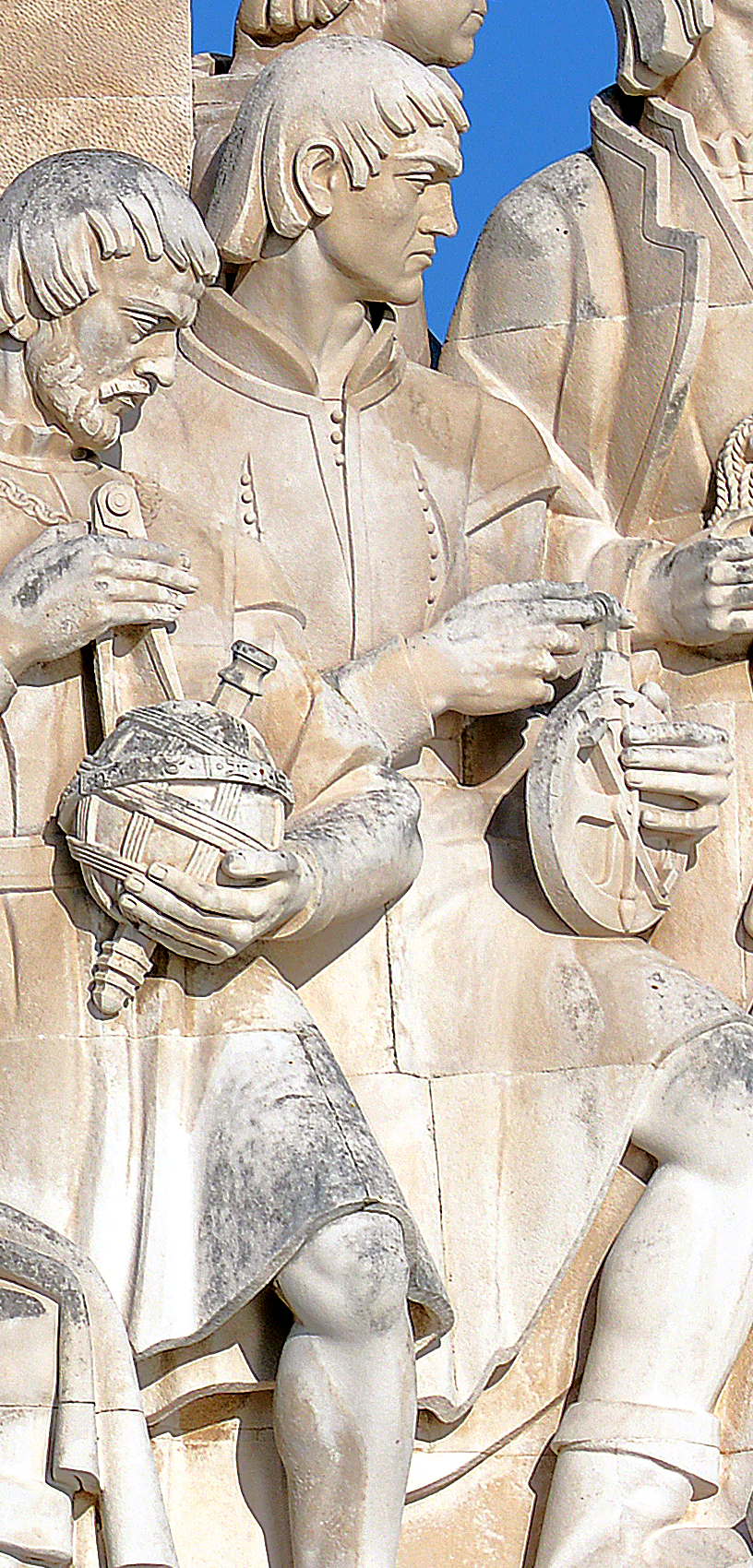
埃阿尼什位於里斯本發現者紀念碑的雕像

吉尔·埃阿尼什（葡萄牙語：Gil Eanes或Gil Eannes）是15世纪葡萄牙航海家和探险家。
埃阿尼什的传记鲜为人知。埃阿尼什是为葡萄牙恩里克王子效力的最早一批航海家之一。他从拉古什出发，沿非洲大陆西岸进行了多次航行。1433年，他沿非洲大陆海岸一直航行到了加那利群岛。1434年，他成功穿越非洲西岸危险的博哈多尔角并成功返回，这一壮举改变了他的人生。博哈多尔角暗礁密布，海水呈现红色，且气候恶劣，在埃阿尼什成功穿越之前，欧洲普遍传言那里是一片黑暗的绿海，是世界的边缘，是无法逾越的“魔鬼之海”。成功开辟穿越博哈多尔角的航线标志着欧洲人攻克了地理大发现道路上十分关键的一个难关，也宣告了葡萄牙对非洲大陆探险开拓的全面开始，使葡萄牙在南大西洋的殖民开拓中取得了先机。1435年，埃阿尼什又和阿方索·贡萨尔维斯·巴尔达亚一起，航行到了博哈多尔角以南144公里（一说240公里）的非洲海岸，成为最先航行到北回归线以南地区的欧洲人。
吉尔·埃阿尼什还是黑奴贸易的先驱者，他在非洲西岸的探险中，曾进行了多次的黑奴抓捕活动，并将这些强壮的黑人带回里斯本销售以赚取利益。

## 外部連結
- Gil Eanes
- Os Grandes Portugueses